# Kazimierz Funk
Kazimierz Funk (anglicizirano Casimir Funk), poljski biokemik, * 23. februar 1884, Varšava, Poljska, † 19. november 1967, Albany, New York, ZDA.
Funk je prvi formuliral koncept vitaminov leta 1912 ter jih poimenoval vitalni amini, saj je snov, ki jo je izoliral, vsebovala amino skupino. Kasneje je ta snov dobila ime vitamin B1 (tiamin).

## Življenjepis
Rodil se je v družini znanega dermatologa Jacquesa Funka in že zgodaj pokazal nadarjenost, ki pa je v ruski javni srednji šoli zaradi njegovega poljskega rodu niso prepoznali. Uspešnejši je bil v boljši zasebni šoli, kamor so ga prepisali starši, nato pa so ga poslali študirat biologijo na Univerzo v Ženevi. Že kot otrok je poleg materine poljščine govoril tekoče rusko in, zaradi dolgotrajnejše rehabilitacije prirojenega izpaha kolka v Nemčiji in Avstriji, tudi nemško, med študijem pa se je naučil še francoščine. V starosti 20 let je na Univerzi v Bernu obranil doktorsko disertacijo iz organske kemije.
Oče mu je takrat odsvetoval kariero v medicini, zato je odšel na Pasteurjev inštitut v Parizu, kjer bi se posvetil biokemiji, takrat novemu področju znanosti. Raziskoval je aminokisline in organske baze, vendar njegov takratni nadrejeni, Gabriel Bertrand, ni želel sodelavcev pri raziskavah, zato je po dveh letih odšel v laboratorij kasnejšega nobelovca Emila Fischerja na Univerzi v Berlinu. Pod vodstvom Emila Abderhaldna je raziskoval fiziologijo presnove in z njim objavil več del o aminokislinah ter beljakovinah. Svojo prvo zaposlitev (pred tem so ga financirali starši) je dobil kot biokemik v bolnišnici v Wiesbadnu, a je nadaljeval tudi z znanstvenim sodelovanjem z Abderhaldnom, kar ga je leta 1908 pripeljalo nazaj v Berlin. Toda odnos z Abderhaldnom je postal napet zaradi negotovega položaja slednjega na univerzi, zato je Funk sprejel položaj v berlinski univerzitetni bolnišnici Charité, kjer pa ni videl perspektive in je kmalu po tistem, leta 1910, odšel na Listerjev inštitut v London.
Na podlagi raziskovalnih uspehov je dobil položaj raziskovalca. Dobil je nalogo izolirati snov iz riževih luščin, pomanjkanje katere povzroča bolezen beriberi, o čemer je poročal Christiaan Eijkman. To snov – tiamin – je izoliral iz riževih luščin in kasneje tudi iz drugih virov ter dokazal, da gre za pirimidinsko bazo. Leta 1912 je opisal koncept vitaminov, ki jih je tudi poimenoval (skovanka iz izraza »vitalni amini«), kot snovi v neznatnih količinah, ki so nujne za sintezo encimov ali delujejo kot encimi. Njihovo pomanjkanje je predlagal kot vzrok vrste bolezni, kar je pritegnilo pozornost drugih znanih biokemikov in vodilo do odkritja vseh zdaj znanih vitaminov v roku nekaj desetletij. Med prvimi je bil Frederick Hopkins s Cambridgea, po zaslugi katerega je dobil Beitovo štipendijo in doktorat Univerze v Londonu. V tem času je v Anglijo pripeljal svoje starše. Vendar s skromnimi pogoji v Listerjevem inštitutu ni bil zadovoljen, zato je sprejel položaj v bolnišnici za raka, kjer mu je slovensko-avstrijski kemik Fritz Pregl pomagal vzpostaviti mikroanalitski laboratorij za raziskave vitaminov in tumorjev.
V tem času se je poročil z Alice Denise Schneidesch. Med njunimi medenimi tedni je izbruhnila prva svetovna vojna, zaradi česar je postal položaj tujcev v Združenem kraljestvu napet. Funk je zato sprejel položaj raziskovalca v Harrimanovem laboratoriju v Rooseveltovi bolnišnici v New Yorku, kamor sta z ženo prispela v začetku leta 1915. Nekaj mesecev kasneje se jima je rodil sin Ian. Pogoji za raziskave niso bili najboljši, zato se je preusmeril v industrijo in postal pionir ameriške kemične industrije, saj je prepoznal potrebo na trgu po organskih spojinah, ki jih je Amerika pred vojno uvažala iz Nemčije. Najprej je delal kot razvojnik za Calco Company iz New Jerseyja, kmalu po tistem pa se je zaposlil v podjetju Hermana A. Metza, kjer so mu obljubili več raziskovalne svobode. Tam je najprej vzpostavljal proizvodnjo arsfenamina in adrenalina, ko je to uspelo, pa se je lahko posvetil tudi svojemu osrednjemu zanimanju. Tako je vodil razvoj Oscodala, koncentrata vitaminov A in D. Vzporedno je leta 1920 postal pridruženi raziskovalec na Univerzi Columbia, rezultat česar je bilo več znanstvenih objav. Tega leta je postal naturalizirani ameriški državljan.
Kljub uspehu je leta 1923 izkoristil priložnost za vrnitev v Varšavo s financiranjem Lige narodov in Rockefellerjevega sklada, kjer pa finance vseeno niso zadostovale za vzpostavitev raziskovalnega programa. Tako je kot vzporeden vir dohodka vzpostavil proizvodnjo insulina. V tem času je resneje zbolel za pljučnico, zaradi česar mu je vlada dodelila boljši laboratorij. Leta 1924 se mu je rodila hčer. Po okrevanju je plodovito raziskoval in objavljal ter vzpostavil obširno mrežo stikov z evropskimi raziskovalci. Vendar se je zaradi politične nestabilnosti (med vstajo Piłsudskega so njegov inštitut zadeli šrapneli) po poteku financiranja Rockefellerjevega sklada odločil za selitev v Bruselj, kjer pa ni dobil položaja na univerzi, zato je sprejel službo razvojnika v farmacevtskem podjetju Grémy v Parizu. S prihodkom je začel graditi lasten laboratorij. V Varšavi so namreč njegovo pozornost pritegnili spolni hormoni, ki se jim je v naslednjih letih aktivno posvečal, od leta 1934 tudi v sodelovanju s sinom.
Leta 1939 je izbruhnila druga svetovna vojna, zato je moral spet zapustiti vse imetje in se z družino vrniti v Združene države Amerike. Za U.S. Vitamin & Pharmaceutical Corporation je razvijal sintetične vitamine, strokovno pa se je vedno bolj posvečal raziskavam raka. V sklopu tega podjetja je bila po vojni ustanovljena Funkova fundacija za medicinske raziskave, kjer je ostal do upokojitve leta 1963 in raziskoval presnovo malignih tumorjev, v manjši meri pa tudi biokemijo želodčnih razjed.
Na tekočem s svojim raziskovalnim področjem je ostal tudi po upokojitvi. Umrl je za rakom na svojem domu v Albanyju, v 84. letu starosti. Nobelovo nagrado za odkritje vitaminov sta si že leta 1929 razdelila Christiaan Eijkman in Frederick Gowland Hopkins, Funkov prispevek pa je komite prezrl.